# Michelangelo Abbado
Michelangelo Abbado (ur. 22 września 1900 w Alba, zm. 24 września 1979 w Gardone Riviera) – włoski skrzypek, dyrygent i pedagog; ojciec Claudia i Marcella.
Studia muzyczne rozpoczął w 1907 w konserwatorium w Mediolanie. Gry na skrzypcach uczył się od Enrica Poli, a komponowania u Giovanniego Orficego. Abbado jeszcze w trakcie studiów, bo w 1919 r., rozpoczął karierę koncertową. Dyplom ukończenia szkoły uzyskał wraz z tytułem magisterskim w 1922 r. Trzy lata później powrócił do niej jako profesor gry na skrzypcach i historii muzyki. W latach 1927–1934 działał w Kwartecie Abbado-Milipiero. Jednak po konfliktach osobistych kwartet rozwiązano i w 1938 r. Abbado wraz z Gilbertem Carpaxem i Carlem Vidussą założyli trio. Międzynarodową sławę skrzypka osiągnął Abbado jako kierownik i solista założonej przez siebie Orchestra d’archi di Milano, dla której opracował liczne transkrypty dawnej muzyki włoskiej. Pomimo sukcesów orkiestra została rozwiązana w 1962 r. W 1965 r. został zastępcą dyrektora mediolańskiego konserwatorium, gdzie prowadził pracę pedagogiczną. Jako pedagog wydał kilka opracowań teoretycznych, popularyzatorskich i podręczników, m.in.: pięciotomową Tenica dei suoni armonici per violino (1934), Antonio Vivaldi (1942). Był także współautorem wydawanej przez Giulia Ricordiego Encyklopedii muzycznej.